# 錢敬忠
錢敬忠（1581年—1645年），字孝直，號玉塵，浙江寧波府鄞縣人，有《偶存集》。臨江府知府錢若賡之子。

## 生平
父親錢若賡於禮部任職期間，因選妃事得罪明神宗，後有御史揣摩上意，彈劾錢若賡對盜匪用刑嚴酷，是為酷吏。神宗欲以此罪殺之，將其下詔獄，群臣論救，下獄時錢敬忠年僅一歲，錢若賡被監禁長達三十七年之久，終不得釋。
錢敬忠與兄錢靖忠、錢益忠都是在監獄中受父親教授經史，萬曆四十六年（1618年）與錢靖忠同登戊午科舉人。翌年敬忠中會試第五名，將拜疏，大臣謂上怒未解，懼速之死，乃不赴廷試，作誓墓文，以必死自期。明熹宗即位，敬忠伏闕上陳，得旨下部議。遷延未上，敬忠復奏：“臣父年已八十，倘不獲宥，願賜臣一死。”釋父出獄，通政司格之不得上，敬忠更節錄前二奏，囚服跪午門，請閣部諸公為之轉請。
萬曆四十七年（1619年），錢敬忠上疏：“臣父三十七年之中……氣血盡衰……膿血淋漓，四肢臃腫，瘡毒滿身，更患腳瘤，步立俱廢。耳既無聞，目既無見，手不能運，足不能行，喉中尚稍有氣，謂之未死，實與死一間耳”。
神宗下旨：“錢敬忠為父呼冤，請以身代，其情可哀。汝不負父，將來必不負朕。”終於將錢若賡釋放，時稱錢敬忠為孝子。
天啟二年（1622年）錢敬忠成進士，授刑部雲南司主事，四年丁憂歸。中官方熾，林居不出。其成進士出涿州馮銓門下，馮銓方柄用，不與其通。崇禎年間，御史沈希詔奏薦，詔以原官起用，後出守寧國府，罷歸。弘光帝時，三上疏南京，極論時事，不報。乃歸硤石之寓亭，自稱「崇禎遺臣」以終。

## 家族
曾祖父錢崑，舉人，知縣。祖父錢鳳午，封主事。父錢若賡，隆庆辛未進士，臨江知府。侄子錢肅樂，崇禎十年進士。